# 2011-es FIFA-klubvilágbajnokság
A 2011-es FIFA-klubvilágbajnokság a klubvilágbajnokság nyolcadik kiírása volt, melyet 2011. december 8. és december 18. között rendeztek Japánban. Az eseményen 7 klub vett részt. A tornát az FC Barcelona nyerte.

## Részt vevő csapatok
| Csapat                       | Konföderáció | Kvalifikáció módja                               |
| ---------------------------- | ------------ | ------------------------------------------------ |
| Az elődöntőben csatlakozik   |              |                                                  |
| Barcelona                    | UEFA         | A 2010–2011-es UEFA-bajnokok ligája győztese     |
| Santos                       | CONMEBOL     | A 2011-es Copa Libertadores győztese             |
| A negyeddöntőben csatlakozik |              |                                                  |
| Monterrey                    | CONCACAF     | A 2010–2011-es CONCACAF-bajnokok ligája győztese |
| Asz-Szadd                    | AFC          | A 2011-es AFC-bajnokok ligája győztese           |
| ES Tunisz                    | CAF          | A 2011-es CAF-bajnokok ligája győztese           |
| A selejtezőben csatlakozik   |              |                                                  |
| Auckland City                | OFC          | A 2010–2011-es OFC-bajnokok ligája győztese      |
| Kasiva Reysol                | Házigazda    | A 2011-es japán labdarúgó-bajnokság győztese     |

## Eredmények
A sorsolást 2011. november 17-én tartották Nagojában.
A mérkőzéseket az egyenes kieséses rendszernek megfelelő szabályok szerint játszották, azaz, ha a rendes játékidő után döntetlen volt az eredmény, akkor kétszer tizenöt perces hosszabbítás következett. Ha ezután sem volt győztes, akkor büntetőpárbajban dőlt el a mérkőzés sorsa. Ez alól az ötödik- illetve a harmadik helyért játszott mérkőzések voltak a kivételek, ugyanis ezeken döntetlen esetén sem volt hosszabbítás, azonnal büntetőpárbaj következett.

### Ágrajz
|  |                       |                       |                       |                         |                         |                         |                       |                       |                       |              |           |           |           |  |  |                         |                         |                         |
|  | Selejtező             | Selejtező             | Selejtező             |                         |                         | Negyeddöntők            | Negyeddöntők          | Negyeddöntők          |                       |              | Elődöntők | Elődöntők | Elődöntők |  |  | Döntő                   | Döntő                   | Döntő                   |
|  | Selejtező             | Selejtező             | Selejtező             |                         |                         | Negyeddöntők            | Negyeddöntők          | Negyeddöntők          |                       |              | Elődöntők | Elődöntők | Elődöntők |  |  | Döntő                   | Döntő                   | Döntő                   |
|  | december 8. – Tojota  | december 8. – Tojota  | december 8. – Tojota  | december 11. – Tojota   | december 11. – Tojota   | december 11. – Tojota   | december 14. – Tojota | december 14. – Tojota | december 14. – Tojota |              |           |           |           |  |  |                         |                         |                         |
|  | december 8. – Tojota  | december 8. – Tojota  | december 8. – Tojota  | december 11. – Tojota   | december 11. – Tojota   | december 11. – Tojota   | december 14. – Tojota | december 14. – Tojota | december 14. – Tojota |              |           |           |           |  |  |                         |                         |                         |
|  | Kasiva Reysol         | Kasiva Reysol         | 2                     | Kasiva Reysol           | Kasiva Reysol           | 1 (4)                   | Kasiva Reysol         | Kasiva Reysol         | 1                     |              |           |           |           |  |  |                         |                         |                         |
|  | Kasiva Reysol         | Kasiva Reysol         | 2                     | Kasiva Reysol           | Kasiva Reysol           | 1 (4)                   | Kasiva Reysol         | Kasiva Reysol         | 1                     |              |           |           |           |  |  |                         |                         |                         |
|  | Auckland City         | Auckland City         | 0                     |                         |                         | Monterrey               | Monterrey             | 1 (3)                 |                       |              | Santos    | Santos    | 3         |  |  | december 18. – Jokohama | december 18. – Jokohama | december 18. – Jokohama |
|  | Auckland City         | Auckland City         | 0                     |                         |                         | Monterrey               | Monterrey             | 1 (3)                 |                       |              | Santos    | Santos    | 3         |  |  | december 18. – Jokohama | december 18. – Jokohama | december 18. – Jokohama |
|  |                       |                       |                       |                         |                         |                         |                       |                       |                       | Santos       | Santos    | 0         |           |  |  |                         |                         |                         |
|  |                       |                       |                       |                         |                         |                         |                       |                       |                       | Santos       | Santos    | 0         |           |  |  |                         |                         |                         |
|  | december 11. – Tojota | december 11. – Tojota | december 11. – Tojota | december 15. – Jokohama | december 15. – Jokohama | december 15. – Jokohama |                       |                       | FC Barcelona          | FC Barcelona | 4         |           |           |  |  |                         |                         |                         |
|  | december 11. – Tojota | december 11. – Tojota | december 11. – Tojota | december 15. – Jokohama | december 15. – Jokohama | december 15. – Jokohama |                       |                       | FC Barcelona          | FC Barcelona | 4         |           |           |  |  |                         |                         |                         |
|  | ES Tunisz             | ES Tunisz             | 1                     | Asz-Szadd               | Asz-Szadd               | 0                       |                       |                       |                       |              |           |           |           |  |  |                         |                         |                         |
|  | ES Tunisz             | ES Tunisz             | 1                     | Asz-Szadd               | Asz-Szadd               | 0                       |                       |                       |                       |              |           |           |           |  |  |                         |                         |                         |
|  | Asz-Szadd             | Asz-Szadd             | 2                     |                         |                         | FC Barcelona            | FC Barcelona          | 4                     |                       |              |           |           |           |  |  |                         |                         |                         |
|  | Asz-Szadd             | Asz-Szadd             | 2                     |                         |                         | FC Barcelona            | FC Barcelona          | 4                     |                       |              |           |           |           |  |  |                         |                         |                         |
|  |                       |                       |                       |                         |                         |                         |                       |                       |                       |              |           |           |           |  |  |                         |                         |                         |
|  |                       |                       |                       |                         |                         |                         |                       |                       |                       |              |           |           |           |  |  |                         |                         |                         |
|  | Az 5. helyért         | Az 5. helyért         | Az 5. helyért         | Bronzmérkőzés           | Bronzmérkőzés           | Bronzmérkőzés           |                       |                       |                       |              |           |           |           |  |  |                         |                         |                         |
|  | Az 5. helyért         | Az 5. helyért         | Az 5. helyért         | Bronzmérkőzés           | Bronzmérkőzés           | Bronzmérkőzés           |                       |                       |                       |              |           |           |           |  |  |                         |                         |                         |
|  | december 15. – Tojota | december 15. – Tojota | december 15. – Tojota | december 18. – Jokohama | december 18. – Jokohama | december 18. – Jokohama |                       |                       |                       |              |           |           |           |  |  |                         |                         |                         |
|  | december 15. – Tojota | december 15. – Tojota | december 15. – Tojota | december 18. – Jokohama | december 18. – Jokohama | december 18. – Jokohama |                       |                       |                       |              |           |           |           |  |  |                         |                         |                         |
|  | Monterrey             | Monterrey             | 3                     | Kasiva Reysol           | Kasiva Reysol           | 1 (3)                   |                       |                       |                       |              |           |           |           |  |  |                         |                         |                         |
|  | Monterrey             | Monterrey             | 3                     | Kasiva Reysol           | Kasiva Reysol           | 1 (3)                   |                       |                       |                       |              |           |           |           |  |  |                         |                         |                         |
|  | ES Tunisz             | ES Tunisz             | 2                     | Asz-Szadd               | Asz-Szadd               | 1 (5)                   |                       |                       |                       |              |           |           |           |  |  |                         |                         |                         |
|  | ES Tunisz             | ES Tunisz             | 2                     | Asz-Szadd               | Asz-Szadd               | 1 (5)                   |                       |                       |                       |              |           |           |           |  |  |                         |                         |                         |

### Selejtező
| 2011. december 8. 19:45 |

| Kasiva Reysol       | 2–0               | Auckland City |
| ------------------- | ----------------- | ------------- |
| Tanaka 37' Kúdo 40' | (2–0) Jegyzőkönyv |               |

| Tojota Nézőszám: 18 754 Játékvezető: Nicola Rizzoli (olasz) |

### Negyeddöntők
| 2011. december 11. 16:00 |

| ES Tunisz   | 1–2               | Asz-Szadd            |
| ----------- | ----------------- | -------------------- |
| Darragi 60' | (0–1) Jegyzőkönyv | Khalfan 33' Koni 49' |

| Tojota Nézőszám: 21 251 Játékvezető: Enrique Osses (chilei) |

| 2011. december 11. 19:30 |

| Kasiva Reysol                                          | 1–1 (h. u.)                 | Monterrey                           |
| ------------------------------------------------------ | --------------------------- | ----------------------------------- |
| Leandro Domingues 53'                                  | (0–0, 1–1, 1–1) Jegyzőkönyv | Suazo 58'                           |
| Büntetőpárbaj                                          |                             |                                     |
| Leandro Domingues Jorge Wagner Kuriszava Tanaka Hajasi | 4–3                         | L. Pérez Suazo Ayoví Orozco Delgado |

| Tojota Nézőszám: 27 525 Játékvezető: Peter O’Leary (új-zélandi) |

### Az 5. helyért
| 2011. december 14. 16:30 |

| Monterrey                         | 3–2               | ES Tunisz                          |
| --------------------------------- | ----------------- | ---------------------------------- |
| Mier 39' de Nigris 44' Zavala 47' | (2–1) Jegyzőkönyv | N'Djeng 31' Mouelhi 76' (11-esből) |

| Tojota Nézőszám: 13 639 Játékvezető: Ravshan Ermatov (üzbég) |

### Elődöntők
| 2011. december 14. 19:30 |

| Kasiva Reysol | 1–3               | Santos                           |
| ------------- | ----------------- | -------------------------------- |
| Szakai 54'    | (0–2) Jegyzőkönyv | Neymar 19' Borges 24' Danilo 63' |

| Tojota Nézőszám: 29 173 Játékvezető: Nicola Rizzoli (olasz) |

| 2011. december 15. 19:30 |

| Asz-Szadd | 0–4               | FC Barcelona                          |
| --------- | ----------------- | ------------------------------------- |
|           | (0–2) Jegyzőkönyv | Adriano 25' 43' Keita 64' Maxwell 81' |

| Jokohama Nézőszám: 66 298 Játékvezető: Joel Aguilar (salvadori) |

#### Bronzmérkőzés
| 2011. december 18. 16:30 |

| Kasiva Reysol                   | 0–0         | Asz-Szadd                           |
| ------------------------------- | ----------- | ----------------------------------- |
|                                 | Jegyzőkönyv |                                     |
| Büntetőpárbaj                   |             |                                     |
| Jorge Wagner Szava Hajasi Otani | 3–5         | Niang Keïta Majid Al Haidos Belhadj |

| Jokohama Nézőszám: 60 527 Játékvezető: Doué Noumandiez Désiré (elefántcsontparti) |

#### Döntő
| 2011. december 18. 19:30 |

| Santos | 0–4               | FC Barcelona                        |
| ------ | ----------------- | ----------------------------------- |
|        | (0–3) Jegyzőkönyv | Messi 17' 82' Xavi 24' Fàbregas 45' |

| Jokohama Nézőszám: 68 166 Játékvezető: Ravshan Ermatov (üzbég) |

| A 2011-es FIFA-klubvilágbajnokság győztese |
| ------------------------------------------ |
| FC Barcelona 2. cím                        |

### Díjak
| Aranylabda                  | Ezüstlabda          | Bronzlabda      |
| --------------------------- | ------------------- | --------------- |
| Lionel Messi (FC Barcelona) | Xavi (FC Barcelona) | Neymar (Santos) |
| Fair Play-díj               |                     |                 |
| FC Barcelona                |                     |                 |

### Gólszerzők
| Helyezés | Játékos           | Klub          | Gólok száma |
| -------- | ----------------- | ------------- | ----------- |
| 1.       | Lionel Messi      | FC Barcelona  | 2           |
| 1.       | Adriano           | FC Barcelona  | 2           |
| 2.       | Khalfan Ibrahim   | Asz-Szadd     | 1           |
| 2.       | Abdulla Koni      | Asz-Szadd     | 1           |
| 2.       | Maxwell           | FC Barcelona  | 1           |
| 2.       | Seydou Keita      | FC Barcelona  | 1           |
| 2.       | Fàbregas          | FC Barcelona  | 1           |
| 2.       | Xavi              | FC Barcelona  | 1           |
| 2.       | Oussama Darragi   | ES Tunisz     | 1           |
| 2.       | Khaled Mouelhi    | ES Tunisz     | 1           |
| 2.       | Yannick N'Djeng   | ES Tunisz     | 1           |
| 2.       | Leandro Domingues | Kasiva Reysol | 1           |
| 2.       | Kúdo Maszato      | Kasiva Reysol | 1           |
| 2.       | Szakai Hiroki     | Kasiva Reysol | 1           |
| 2.       | Tanaka Dzsunja    | Kasiva Reysol | 1           |
| 2.       | Aldo de Nigris    | Monterrey     | 1           |
| 2.       | Hiram Mier        | Monterrey     | 1           |
| 2.       | Humberto Suazo    | Monterrey     | 1           |
| 2.       | Jesús Zavala      | Monterrey     | 1           |
| 2.       | Borges            | Santos        | 1           |
| 2.       | Danilo            | Santos        | 1           |
| 2.       | Neymar            | Santos        | 1           |

### Végeredmény
A tornán minden pozícióért játszottak helyosztót, kivétel ez alól a hetedik hely volt, ahol az a csapat végzett, amelyik a selejtezőn kiesett. A torna során büntetőpárbajjal véget ért mérkőzés végeredménye hivatalosan döntetlennek minősült.
| Helyezés | Csapat        | M | Gy | D | V | Rg | Kg | Gk | P |
| -------- | ------------- | - | -- | - | - | -- | -- | -- | - |
| Arany    | FC Barcelona  | 2 | 2  | 0 | 0 | 8  | 0  | +8 | 6 |
| Ezüst    | Santos        | 2 | 1  | 0 | 1 | 3  | 5  | –2 | 3 |
| Bronz    | Asz-Szadd     | 3 | 1  | 1 | 1 | 2  | 5  | –3 | 4 |
| 4.       | Kasiva Reysol | 4 | 1  | 2 | 1 | 4  | 4  | 0  | 5 |
| 5.       | Monterrey     | 2 | 1  | 1 | 0 | 4  | 3  | +1 | 4 |
| 6.       | ES Tunisz     | 2 | 0  | 0 | 2 | 3  | 5  | –2 | 0 |
| 7.       | Auckland City | 1 | 0  | 0 | 1 | 0  | 2  | –2 | 0 |